# Paul Simon (politico)
Paul Martin Simon (Eugene, 29 novembre 1928 – Springfield, 9 dicembre 2003) è stato un politico statunitense, senatore per lo stato dell'Illinois dal 1985 al 1997 e in precedenza membro della Camera dei Rappresentanti per lo stesso stato dal 1975 al 1985.

## Biografia
Nato e cresciuto nell'Oregon, Simon si trasferì nell'Illinois per motivi di lavoro, rilevando la gestione del quotidiano Troy Tribune. Dopo aver svolto per alcuni anni la professione di editore, Simon prese parte alla guerra di Corea come membro dell'esercito.
Entrato in politica con il Partito Democratico, nel 1955 venne eletto all'interno della legislatura statale dell'Illinois e vi rimase fino al 1968. In quell'anno divenne vicegovernatore dello Stato, poi nel 1972 si candidò alla carica di governatore dell'Illinois ma venne sconfitto nelle primarie democratiche da Daniel Walker.
Nel 1974 venne eletto deputato alla Camera dei Rappresentanti e negli anni successivi fu riconfermato per altri quattro mandati. Nel 1984 annunciò la sua intenzione di concorrere per il Senato contro il repubblicano in carica da diciotto anni Charles H. Percy. Simon riuscì a vincere e fu riconfermato anche nel 1990, sconfiggendo la repubblicana Lynn Morley Martin. Nel 1996 rifiutò di chiedere un altro mandato e si ritirò a vita privata.
Nel 1988 fu uno dei candidati alle presidenziali, ma dopo alcuni mesi decise di sospendere la campagna elettorale.
Noto per il suo look stravagante composto da papillon e grandi occhiali, Simon è stato sposato per quarant'anni con la collega politica Jeanne Hurley; i due ebbero due figli di nome Sheila e Martin. Dopo la scomparsa della moglie per un tumore, Simon sposò in seconde nozze Patricia Derge, con la quale rimase fino alla morte, avvenuta nel 2003 all'età di settantacinque anni.